# Amanda Righetti
Amanda Righetti (nascuda el 4 d'abril de 1983) és una actriu nord-americana. És coneguda pel seu paper de Grace Van Pelt a The Mentalist, així com pels seus papers a Friday the 13th, The OC i Colony .

## Primers anys de vida
El més jove de vuit fills, Righetti va néixer el 4 d'abril de 1983, a St. George, Utah, i es va criar a Nevada, fora de Las Vegas. El seu pare, Alexander Dominic Righetti, és d'origen italià, mentre que la seva mare, Linda Carol Chisum, és d'ascendència alemanya, francesa i anglesa.

## Carrera
Righetti va començar la carrera com a model als 14 anys, després es va traslladar a Los Angeles als 18 per començar la seva carrera d'actriu. Després d'assegurar-se un paper en el pilot d'una sèrie proposada amb el nom de No Place Like Home, va interpretar un personatge recurrent al drama per a adolescents The OC, va ser habitual a la telenovel·la North Shore i a finals de 2005, Righetti va protagonitzar la sèrie dramàtica de Fox Reunion. Altres crèdits inclouen un paper recurrent a K-Ville, papers convidats a CSI: Crime Scene Investigation and Entourage i un paper a la pel·lícula de televisió Romy and Michele: In the Beginning.
El 2006, Righetti va signar com a protagonista femenina de la seqüela de terror Return to House on Haunted Hill. La pel·lícula es va estrenar directe a vídeo l'octubre de 2007. L'abril de 2008, va ser elegida com a protagonista femenina a la pel·lícula slasher Friday the 13th (2009). La producció va acabar el juny de 2008 i la pel·lícula es va estrenar als cinemes el 13 de febrer de 2009. També aquell any, Righetti va signar amb la sèrie de la CBS The Mentalist, en el paper de Grace Van Pelt. El seu embaràs del 2012 al 2013 no es va reflectir a la història del seu personatge, durant la qual va ser filmada utilitzant angles selectius i es va limitar en gran manera al servei d'escriptori.
El setembre de 2011, Righetti va signar amb l'agència de talent UTA.
Righetti va deixar The Mentalist després de la sisena temporada.
Righetti va interpretar una novel·lista divorciada a la pel·lícula de televisió de Hallmark Channel Love at the Shore (2017).

## Vida personal
Righetti es va casar amb el director i escriptor Jordan Alan el 29 d'abril de 2006, a l'illa hawaiana d'Oahu. Tenen un fill, nascut el 2013. Righetti va sol·licitar el divorci el 2017.

## Filmografia

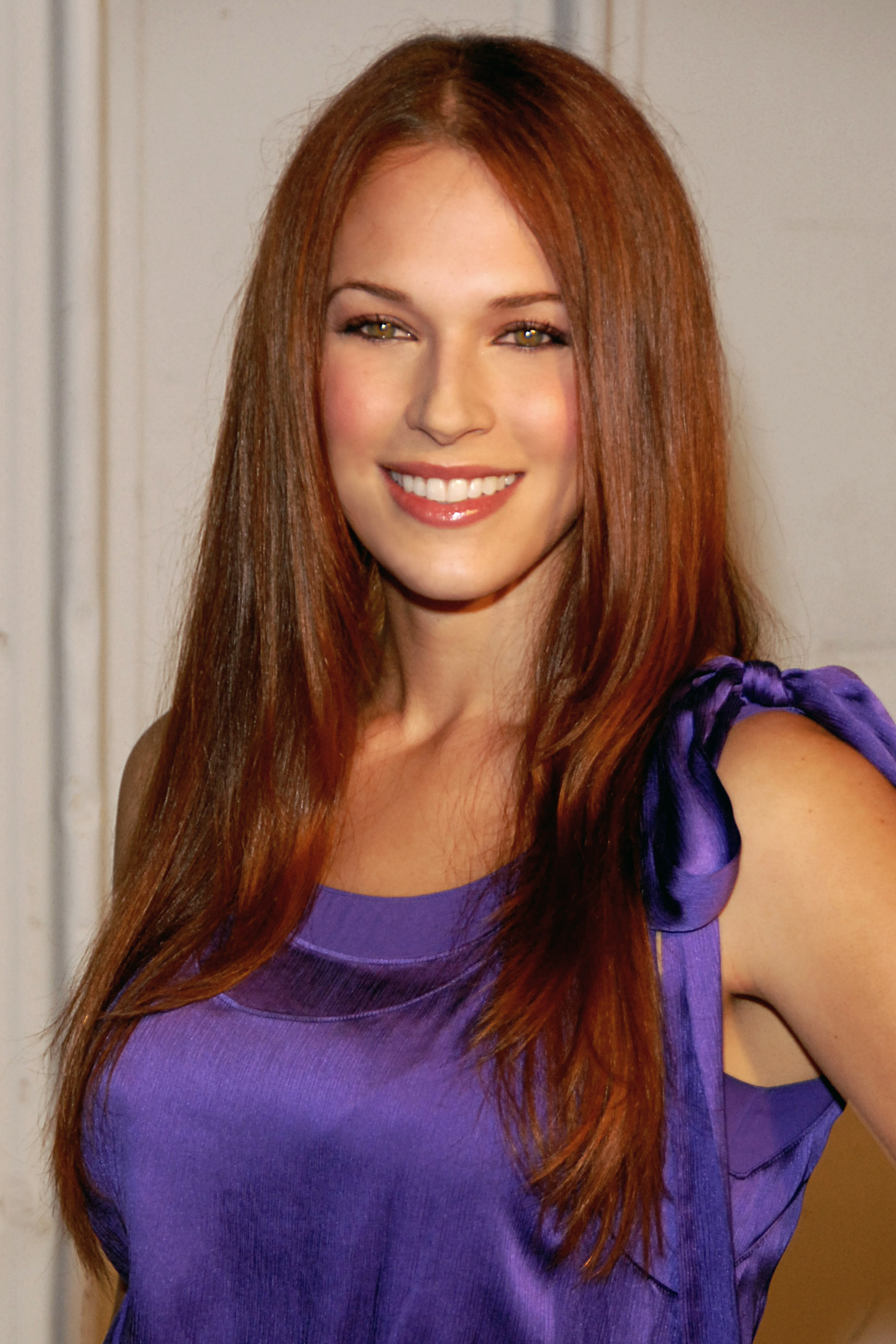
Righetti assistint a la 10a celebració anual de Hot 100 de la revista Maxim, 2009

### Com actriu
- Christmas at the Ranch (2021) Kate.
- Queer Fish in God's Waiting Room (curt) Misty.
- Deranged Granny (pel·lícula per a televisió) (2020) Kendall Thompson.
- LA's Finest (sèrie de televisió) (2020) 1 episodi. Beverly Gamble.
- Pastalight (curt de televisió) (2019) Susanna Lenzi.
- Love at the Shore (pel·lícula per a televisió) (2017) Jenna Turner.
- Colony (2016-2017) - Maddie Kenner.
- No Memories About You (2014-2015) - Olivia Lukas
- Shadow of fear(2012) - Casey Cooper[13]
- Captain America: The First Avenger (2011) - Agent de SHIELD
- Cats Dancing on Jupiter (2011) - Josephine Smart (També com a productora executiva)
- Wandering Eye (2011) - Maren Abbott
- The Chateau Meroux (2011) - Jennifer[14]
- Friday the 13th (2009) - Whitney Miller
- Role Models (2008) - Isabel
- El mentalista (2008 - 2015) (TV) - Grace Van Pelt
- K-Ville (2007) (TV) - AJ Gossett
- Return to House on Haunted Hill (2007) (V) - Ariel
- Pipeline (2007) - Jocelyn
- Marlowe (2007) (TV) - Jessica Reede
- Scarface: The World Is Yours (2006) (VG) (veu)
- Entourage (TV) - Katrina
- Enemies - Kelly Callaway (TV Pilot)
- Reunió (TV) - Jenna Moretti (2005)
- North Shore (TV) - Tessa Lewis (2004 - 2005)
- The OC (TV) - Hailey Nichol (2003 - 2005)
- Romy and Michele: In the Beginning (2005) (TV) - Noia amable
- No Place Like Home (2003) (TV)
- Angel Blade (2002) - Samantha Goodman
- CSI: Crime Scene Investigation (2001) (TV) - Adolescent a cavall
- Kiss & Tell (1996) - La petita
- Love and Happiness (1995) - La germana petita de Charlie

### Com a productora
- Missing Emotions (1997)
- Gentleman B. (2000)
- Pipeline (2007)[15]
- Matter (2008)[16]

## Premis
- 2009 New York Independent Film and Video Festival: Millor actriu en un curtmetratge - Amanda Righetti in Matter[17]